# Пейкер, Мария Григорьевна
Мария Григорьевна Пейкер (урожденная Лашкарёва; 1827—1881) — русская писательница; издатель журнала «Русский рабочий».

## Биография
Происходила из дворянского рода Лашкарёвых. Родилась 1 (13) апреля 1827 года в Витебске — дочь Григория Сергеевича Лашкарёва. Получив прекрасное образование, она провела молодость в большом свете, но, рано овдовев (была женой статского советника и вологодского вице-губернатора Ивана Ивановича Пейкера) и оставшись с весьма ограниченными средствами, отдала всю себя общественной деятельности в христианском духе.
Религиозное обращение, предположительно, пережила в 1867 году после встречи в Лондоне с евангелистским проповедником Дуайтом Муди. В России участвовала в пашковском движении, в частности входила в Общество поощрения духовно-нравственного чтения.
Она была директрисой Санкт-Петербургского тюремного комитета, которым по её почину и её стараниями устроено в Петербурге «Убежище для женщин, освобожденных от тюремного заключения»; этим убежищем Мария Григорьевна Пейкер заведовала несколько лет сряду с большим усердием, энергией и сердечностью. 
«Подчиняясь сильному религиозному возбуждению», — писал H. С. Лесков, — Пейкер «предприняла издание иллюстрированного народного журнала „Русский рабочий“», в котором «очень полно выражался дух ее благочестия — англоманский, но чистый и высокий». 
Журнал «Русский рабочий», выходивший с 1875 по 1887 год (с 1881 года он издавался дочерью Марьи Григорьевны — Александрой Ивановной Пейкер), отличался изящной, даже художественной внешностью и, благодаря дешевизне подписной цены (1 рубль), получил широкое распространение. Несмотря на строго религиозное направление журнала, он причинял издательнице множество хлопот, так как духовная цензура, постоянно следившая за ней, «часто доходила до нелепостей в своих придирках». 
По словам мемуариста Лескова, Мария Григорьевна Пейкер имела много высоких друзей в самых больших центрах Европы; в 1872 году она присутствовала на всемирном тюремном конгрессе в Лондоне. Как убежденная христианка, она всегда и везде помогала искавшим у нее совета или помощи. 
Скончалась 27 февраля (11 марта) 1881 года в Санкт-Петербурге и была погребена на кладбище Воскресенского Новодевичьего монастыря.